# Waitōtara River
Der Waitōtara River ist ein Fluss in der Region Taranaki, auf der Nordinsel von Neuseeland.

## Geographie
Der Waitōtara River entspringt in der Bergregion der Matemateaonga Range, rund 41 km östlich von Stratford, rund 49 km nordöstlich von Hawera und rund 67 km nordnordwestlich von Wanganui. Von dort aus fließt der Fluss bevorzugt in eine südliche Richtung, passiert die kleine Ortschaft Waitōtara und mündet schließlich nach rund 112 km Flussverlauf (Eine andere Quelle gibt 121 km an, was auf einen Zahlendreher zurückgeführt werden könnte.) rund 6 km südsüdwestlich von Waitōtara und rund 27 km westnordwestlich von Wanganui in die Tasmansee.
Das Wassereinzugsgebiet des Flusses umfasst eine Fläche von 1195,7 km².